# Lutudarum

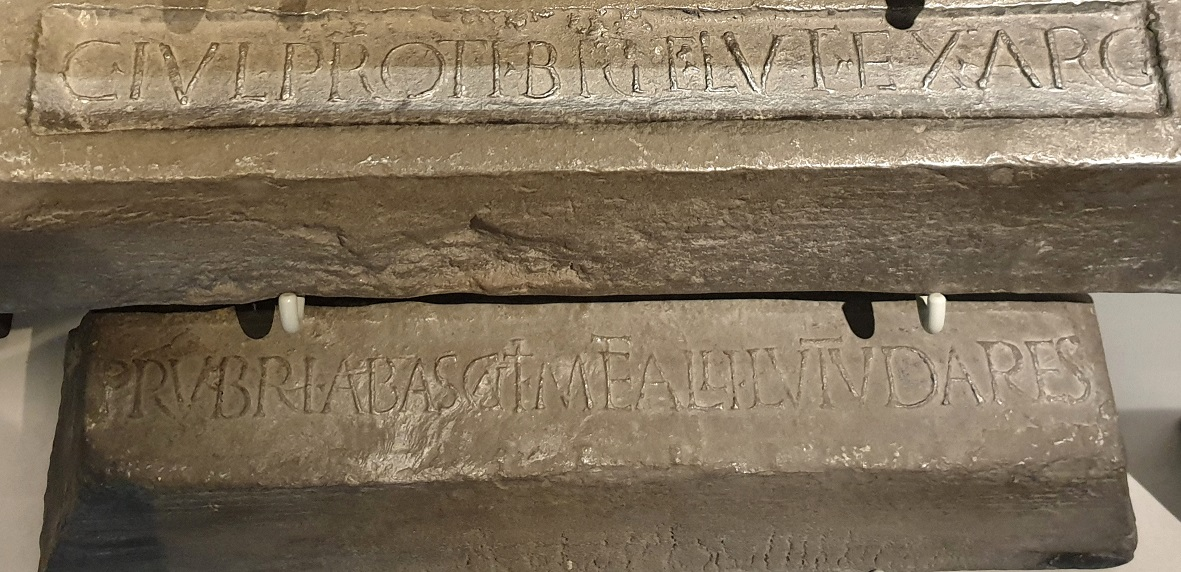
Réplicas de lingotes de plomo romanos en exhibición en el Museo de Buxton

Lutudarum era una ciudad en la provincia romana de Britania, en el área que ahora es Derbyshire. Se cree que el asentamiento estuvo en Wirksworth o en las cercanías de Carsington, aunque Matlock y Cromford son otros candidatos. La ciudad fue registrada como Lutudaron entre Derventio (Little Chester en el Derby moderno) y Veratino (Rocester) en la lista de la Cosmografía de Ravena de todos los lugares conocidos en el mundo alrededor del año 700 d. C.

## Historia
Derbyshire era importante para la extracción de plomo en la Gran Bretaña romana . Los romanos usaban plomo para fabricar tuberías de agua, cisternas, ataúdes, pesas y vajillas de peltre. Se han encontrado numerosos lingotes de plomo en Derbyshire, cuatro en Sussex en 1824 y nueve alrededor de Hull con las inscripciones LVT, LVTVM o LVTVDARVM marcados en ellos (de sus moldes de arcilla). En 1777, un lingote de plomo encontrado en Cromford tenía la inscripción IMP CAES HADRIANI AVG MET LVT (una abreviatura de Imperatoris Caesaris Hadriani Augusti Metalli Lutudarensis), que se traduce como 'Propiedad del Emperdador Adriano Augusto de las minas de Lutudarum'. En 1848 un lingote de plomo de más de 80 kg y con la inscripción C.IVL.PROTI.BRIT.LVT.EX.ARG fue encontrado en 1848 en Hexgrave Park cerca de Mansfield . En 1975, se encontraron dos lingotes de plomo cerca de Yeaveley, a una milla al norte de la calzada romana que unía los castrum de Rocester y Derventio. Estos fueron marcados SOCORIVM LVTVD, lo que significa Compañía de Lutudarum. Se cree que los hallazgos en Hull indican que el plomo se enviaba en barco desde Derbyshire por el río Trent y luego por el Humber hasta el puerto romano de Peturia (Brough) para su envío a otros lugares por mar. El nombre Lutudarum puede haberse derivado del término britónico Lud que significa cenizas, en referencia a los montones de material de desecho de la producción de plomo.
Lutudarum es reconocido como el centro administrativo de la industria minera de plomo romana en Gran Bretaña. La investigación y el trabajo de campo para descubrir su ubicación en White Peak (área de piedra caliza del sur del Peak District) se han centrado en sitios en Wirksworth y Carsington. En esta zona confluían la vía romana desde Aquae Arnemetiae (Buxton) y la vía de Portway desde el fuerte romano de Navio (en Brough). Las excavaciones en la década de 1980 descubrieron restos de un asentamiento romano en Carsington, incluida una villa o granja, un grupo de otros edificios y varios artefactos, incluidos dos cerdos de plomo (con un peso de unos 50 kg cada uno). En el Museo de Buxton se exhiben reproducciones de estos lingotes de plomo. También se encontró evidencia de trabajo con plomo, como recortes de láminas de plomo, escoria de plomo y pozos que contenían mineral de galena. El asentamiento se inundó permanentemente debajo del embalse de Carsington Water en 1992. No se han encontrado restos de edificios romanos en Wirksworth, aunque en 1735 se encontró allí el tesoro de monedas romanas "de los cinco emperadores". También fue un centro medieval local y es el cruce probable de varias calzadas romanas. Wirksworth está registrado en el Domesday Book en 1086 con una iglesia, tres obras de plomo y la población más grande de las antiguas ciudades comerciales en Peak District. El mapa de 1723 de Brassington Moor muestra la carretera The Street desde Buxton hasta Upper Harborough Field Gate, que conduce a Brassington Lane hacia Wirksworth. En los registros de 1613, el camino de Brassington a Wirksworth se llama 'Highe Streete'.